# Сельское поселение Дмитровское (Московская область)
Сельское поселение Дмитровское — упразднённое муниципальное образование (сельское поселение) в Шатурском муниципальном районе Московской области. Было образовано в 2005 году. Включает 72 населённых пункта.
Административный центр — село Дмитровский Погост.

## География
Общая площадь — 611,47 км².
Сельское поселение Дмитровское находится на юго-западе Шатурского района. По его территории протекают реки Ялма, Летовка, Чальца, Чёрная и Щуровка.
Границы муниципального образования определяются законом Московской области «О статусе и границах Шатурского муниципального района и вновь образованных в его составе муниципальных образований». Сельское поселение Дмитровское граничит с:
- сельским поселением Кривандинское Шатурского муниципального района (на севере),
- сельским поселением Пышлицким Шатурского муниципального района (на востоке),
- Спас-Клепиковским муниципальным районом Рязанской области (на юго-востоке),
- сельским поселением Радовицким Шатурского муниципального района (на юге),
- городским поселением Рязановским Егорьевского муниципального района (на юго-западе),
- сельским поселением Юрцовским Егорьевского муниципального района (на западе),
- сельским поселением Саввинским Егорьевского муниципального района (на северо-западе).

## Население
| 2006  | 2007  | 2008  | 2009  | 2010  | 2011  |
| ----- | ----- | ----- | ----- | ----- | ----- |
| 6944  | ↘6567 | ↗6571 | ↗6584 | ↘6146 | ↘6053 |
| 2012  | 2013  | 2014  | 2015  | 2016  | 2017  |
| →6053 | ↘6041 | ↘5951 | ↘5902 | ↘5816 | ↘5704 |

## История
В ходе муниципальной реформы, проведённой после принятия федерального закона 2003 года «Об общих принципах организации местного самоуправления в Российской Федерации», в Московской области были сформированы городские и сельские поселения.
Сельское поселение Дмитровское было образовано согласно закону Московской области от 21 января 2005 г. № 18/2005-ОЗ «О статусе и границах Шатурского муниципального района и вновь образованных в его составе муниципальных образований».
В состав сельского поселения вошли населённые пункты Дмитровского и Середниковского сельского округа. Старое деление на сельские округа было отменено позже, в 2006 году.

## Состав
В состав сельского поселения Дмитровское входят 72 населённых пункта (5 сёл, 6 посёлков и 61 деревня):
| Вид     | Наименование       | Население, чел. (2010) | ОКАТО          | Бывшая административная единица |
| ------- | ------------------ | ---------------------- | -------------- | ------------------------------- |
| деревня | Алёшино            | 6                      | 46 257 846 019 | Середниковский сельский округ   |
| деревня | Ананьинская        | 42                     | 46 257 813 037 | Дмитровский сельский округ      |
| деревня | Антипино           | 10                     | 46 257 846 018 | Середниковский сельский округ   |
| деревня | Бабынино           | 19                     | 46 257 846 010 | Середниковский сельский округ   |
| деревня | Бармино            | 78                     | 46 257 846 002 | Середниковский сельский округ   |
| деревня | Беловская          | 83                     | 46 257 813 028 | Дмитровский сельский округ      |
| деревня | Бородино           | 77                     | 46 257 813 027 | Дмитровский сельский округ      |
| деревня | Бундово            | 5                      | 46 257 813 009 | Дмитровский сельский округ      |
| деревня | Вальковская        | 11                     | 46 257 813 015 | Дмитровский сельский округ      |
| деревня | Волосунино         | 60                     | 46 257 813 031 | Дмитровский сельский округ      |
| деревня | Ворово             | 43                     | 46 257 846 020 | Середниковский сельский округ   |
| деревня | Гаврино            | 19                     | 46 257 846 004 | Середниковский сельский округ   |
| деревня | Гора               | 78                     | 46 257 846 024 | Середниковский сельский округ   |
| деревня | Гришакино          | 27                     | 46 257 846 014 | Середниковский сельский округ   |
| деревня | Губино             | 55                     | 46 257 813 032 | Дмитровский сельский округ      |
| деревня | Денисьево          | 22                     | 46 257 813 024 | Дмитровский сельский округ      |
| деревня | Дерзсковская       | 126                    | 46 257 813 026 | Дмитровский сельский округ      |
| село    | Дмитровский Погост | 2261                   | 46 257 813 001 | Дмитровский сельский округ      |
| деревня | Дубровка           | 79                     | 46 257 846 008 | Середниковский сельский округ   |
| деревня | Емино              | 0                      | 46 257 813 034 | Дмитровский сельский округ      |
| деревня | Епихино            | 14                     | 46 257 813 033 | Дмитровский сельский округ      |
| деревня | Ершовская          | 11                     | 46 257 813 035 | Дмитровский сельский округ      |
| деревня | Ивановская         | 21                     | 46 257 813 006 | Дмитровский сельский округ      |
| деревня | Катчиково          | 8                      | 46 257 846 013 | Середниковский сельский округ   |
| деревня | Кашниково          | 15                     | 46 257 813 008 | Дмитровский сельский округ      |
| деревня | Коробовская        | 154                    | 46 257 813 002 | Дмитровский сельский округ      |
| деревня | Красная Горка      | 2                      | 46 257 846 009 | Середниковский сельский округ   |
| деревня | Кузнецы            | 8                      | 46 257 846 026 | Середниковский сельский округ   |
| деревня | Кулаковка          | 118                    | 46 257 813 040 | Дмитровский сельский округ      |
| посёлок | Лесозавода         | 145                    | 46 257 846 005 | Середниковский сельский округ   |
| деревня | Маланьинская       | 121                    | 46 257 813 020 | Дмитровский сельский округ      |
| деревня | Малеиха            | 38                     | 46 257 813 036 | Дмитровский сельский округ      |
| деревня | Марковская         | 37                     | 46 257 813 012 | Дмитровский сельский округ      |
| деревня | Митинская          | 48                     | 46 257 813 005 | Дмитровский сельский округ      |
| деревня | Митрониха          | 17                     | 46 257 846 011 | Середниковский сельский округ   |
| деревня | Михайловская       | 10                     | 46 257 813 030 | Дмитровский сельский округ      |
| деревня | Муравлевская       | 2                      | 46 257 813 044 | Дмитровский сельский округ      |
| деревня | Надеино            | 11                     | 46 257 813 007 | Дмитровский сельский округ      |
| деревня | Наумовская         | 24                     | 46 257 813 003 | Дмитровский сельский округ      |
| деревня | Новосельцево       | 9                      | 46 257 813 018 | Дмитровский сельский округ      |
| деревня | Новошино           | 15                     | 46 257 846 016 | Середниковский сельский округ   |
| деревня | Парфеновская       | 8                      | 46 257 813 019 | Дмитровский сельский округ      |
| деревня | Першино            | 8                      | 46 257 813 038 | Дмитровский сельский округ      |
| село    | Пески              | 6                      | 46 257 813 025 | Дмитровский сельский округ      |
| деревня | Пестовская         | 94                     | 46 257 813 013 | Дмитровский сельский округ      |
| деревня | Петряиха           | 19                     | 46 257 813 011 | Дмитровский сельский округ      |
| деревня | Пиравино           | 21                     | 46 257 813 017 | Дмитровский сельский округ      |
| деревня | Подлесная          | 31                     | 46 257 846 012 | Середниковский сельский округ   |
| деревня | Пожога             | 11                     | 46 257 813 022 | Дмитровский сельский округ      |
| село    | Пятница            | 0                      | 46 257 813 045 | Дмитровский сельский округ      |
| деревня | Русановская        | 12                     | 46 257 813 016 | Дмитровский сельский округ      |
| деревня | Савинская          | 7                      | 46 257 813 043 | Дмитровский сельский округ      |
| посёлок | Саматиха           | 102                    | 46 257 846 025 | Середниковский сельский округ   |
| деревня | Самойлиха          | 268                    | 46 257 846 007 | Середниковский сельский округ   |
| село    | Середниково        | 1189                   | 46 257 846 001 | Середниковский сельский округ   |
| деревня | Спирино            | 7                      | 46 257 846 021 | Середниковский сельский округ   |
| посёлок | станции 32 км      | 0                      | 46 257 846 023 | Середниковский сельский округ   |
| посёлок | станции Бармино    | 5                      | 46 257 846 006 | Середниковский сельский округ   |
| посёлок | станции Пожога     | 27                     | 46 257 813 023 | Дмитровский сельский округ      |
| посёлок | станции Сазоново   | 3                      | 46 257 846 027 | Середниковский сельский округ   |
| деревня | Тельма             | 35                     | 46 257 813 042 | Дмитровский сельский округ      |
| деревня | Терехово           | 14                     | 46 257 846 003 | Середниковский сельский округ   |
| деревня | Тупицыно           | 2                      | 46 257 846 022 | Середниковский сельский округ   |
| деревня | Тюшино             | 11                     | 46 257 846 017 | Середниковский сельский округ   |
| деревня | Федеевская         | 30                     | 46 257 813 014 | Дмитровский сельский округ      |
| деревня | Фединская          | 0                      | 46 257 813 021 | Дмитровский сельский округ      |
| деревня | Фёдоровская        | 22                     | 46 257 813 004 | Дмитровский сельский округ      |
| деревня | Филинская          | 11                     | 46 257 813 041 | Дмитровский сельский округ      |
| село    | Шарапово           | 229                    | 46 257 846 015 | Середниковский сельский округ   |
| деревня | Широково           | 0                      | 46 257 813 039 | Дмитровский сельский округ      |
| деревня | Ширяево            | 0                      | 46 257 813 010 | Дмитровский сельский округ      |
| деревня | Шмели              | 45                     | 46 257 813 029 | Дмитровский сельский округ      |

## Органы местного самоуправления
Структуру органов местного самоуправления сельского поселения Дмитровское составляют:
- Совет депутатов сельского поселения Дмитровское (представительный орган);
- глава сельского поселения Дмитровское;
- администрация сельского поселения Дмитровское (исполнительно-распорядительный орган).

Совет депутатов сельского поселения Дмитровское состоит из 10 депутатов, избираемых на муниципальных выборах сроком на 5 лет.
Глава сельского поселения Дмитровское избирается населением сельского поселения Дмитровское на основе всеобщего равного и прямого избирательного права при тайном голосовании сроком на 5 лет. Порядок проведения выборов главы сельского поселения Дмитровское определяется законом Московской области. Глава сельского поселения возглавляет администрацию сельского поселения.

## Экономика и инфраструктура
По территории поселения проходят участки автомобильных дорог Р105 (Егорьевское шоссе) и Р106.
В настоящее время всю инженерную инфраструктуру населенных пунктов поселения эксплуатирует ОАО «ШРКС», а жилой сектор — ОАО «ШУК».
На территории поселения работают: Коробовский лицей, средняя школа села Середниково, два детских сада, Коробовский дом культуры, Середниковский дом культуры, семь сельских клубов, семь библиотек, детская школа искусств села Дмитровский погост. Оказание медицинских услуг жителям поселения обеспечивается структурными подразделениями МБУЗ «Шатурская ЦРБ»: Амбулатория № 1 села Дмитровский Погост, подстанция скорой помощи, семью фельдшерско-акушерскими пунктами, Середниковской амбулаторией. Кроме того, имеется два специализированных медицинских учреждения психиатрическая больница № 11 поселка Саматиха и Коробовский ПНДИ. В селе Дмитровский Погост работает аптека.

## Достопримечательности
Памятники архитектуры:
- Димитровский храм села Дмитровский Погост  Объект культурного наследия № 5000002773№ 5000002773
- Никольский храм села Середниково  Объект культурного наследия № 5000002776№ 5000002776
- Храм Живоначальной Троицы в селе Шарапово  Объект культурного наследия № 5000002778№ 5000002778

## Известные уроженцы и жители
- Тихонов Георгий Иванович (с. Дмитровский Погост) — российский государственный деятель.
- Никитин Дмитрий Васильевич (с. Дмитровский Погост) — домашний врач Л. Н. Толстого в 1902—1904 гг., доцент Архангельского мединиститута в 1939—1953 гг.